# Tomasz Nagórka
Tomasz Nagórka (* 2. Oktober 1967 in Łódź) ist ein ehemaliger polnischer Leichtathlet, der sich auf den 110-Meter-Hürdenlauf spezialisiert hat. Seinen größten sportlichen Erfolg feierte er mit dem Gewinn der Silbermedaille über 60 m Hürden bei den Halleneuropameisterschaften 1992 in Genua.

## Sportliche Laufbahn
Erste internationale Erfahrungen sammelte Tomasz Nagórka vermutlich im Jahr 1985, als er bei den Junioreneuropameisterschaften in Cottbus mit 14,45 s im Halbfinale über 110 m Hürden ausschied. 1989 belegte er bei den Halleneuropameisterschaften in Den Haag in 7,81 s den siebten Platz im 60-Meter-Hürdenlauf und anschließend schied er bei den Hallenweltmeisterschaften in Budapest mit 7,77 s im Semifinale aus. Im August erreichte er bei der Sommer-Universiade in Duisburg das Halbfinale über 110 m Hürden und schied dort mit 13,41 s aus. Im Jahr darauf kam er bei den Halleneuropameisterschaften in Glasgow im Finale über 60 m Hürden nicht ins Ziel und im August belegte er bei den Europameisterschaften in Split in 13,55 s den vierten Platz über 110 m Hürden. 1991 kam er bei den Weltmeisterschaften in Tokio in der ersten Runde nicht ins Ziel und im Jahr darauf gewann er bei den Halleneuropameisterschaften in Genua in 7,69 s die Silbermedaille über 60 m Hürden hinter dem Letten Igors Kazanovs. 1994 schied er bei den Halleneuropameisterschaften in Paris mit 7,69 s im Halbfinale über 60 m Hürden aus und beendete nach 1995 seine aktive sportliche Karriere.
1990 wurde Nagórka polnischer Meister im 110-Meter-Hürdenlauf sowie 1989, 1990 und 1992 Hallenmeister über 60 m Hürden.

## Persönliche Bestzeiten
- 110 m Hürden: 13,35 s (+0,1 m/s), 15. Juli 1990 in Piła
  - 60 m Hürden (Halle): 7,54 s, 25. Januar 1992 in Liévin